# Roxana Miranda
Roxana del Pilar Miranda Meneses (Buin, 24 de abril de 1967) es una activista y política chilena. Fue candidata en la elección presidencial de 2013 por el Partido Igualdad y presidenta del mismo entre 2013 y 2015.

## Biografía
Nació en Buin, siendo hija de Francisco Miranda Araya, obrero municipal y Orfilia de las Mercedes Meneses Roa, modista. Cuando tenía 6 años perdió a su padre. Estudió en el Liceo Comercial de San Bernardo, donde fue dirigente estudiantil de su centro de alumnos.

## Actividad política
Se involucró en la Asociación de Deudores Habitacionales, y luego asumió como dirigente nacional de la organización ANDHA Chile, más tarde llamada ANDHA Chile a Luchar Democrático. En 2009 fue candidata a diputada en las elecciones parlamentarias por el distrito Nº30, resultando en séptimo lugar, con 4332 votos —un 2,85% del total—, lo que no le permitió acceder al cargo.

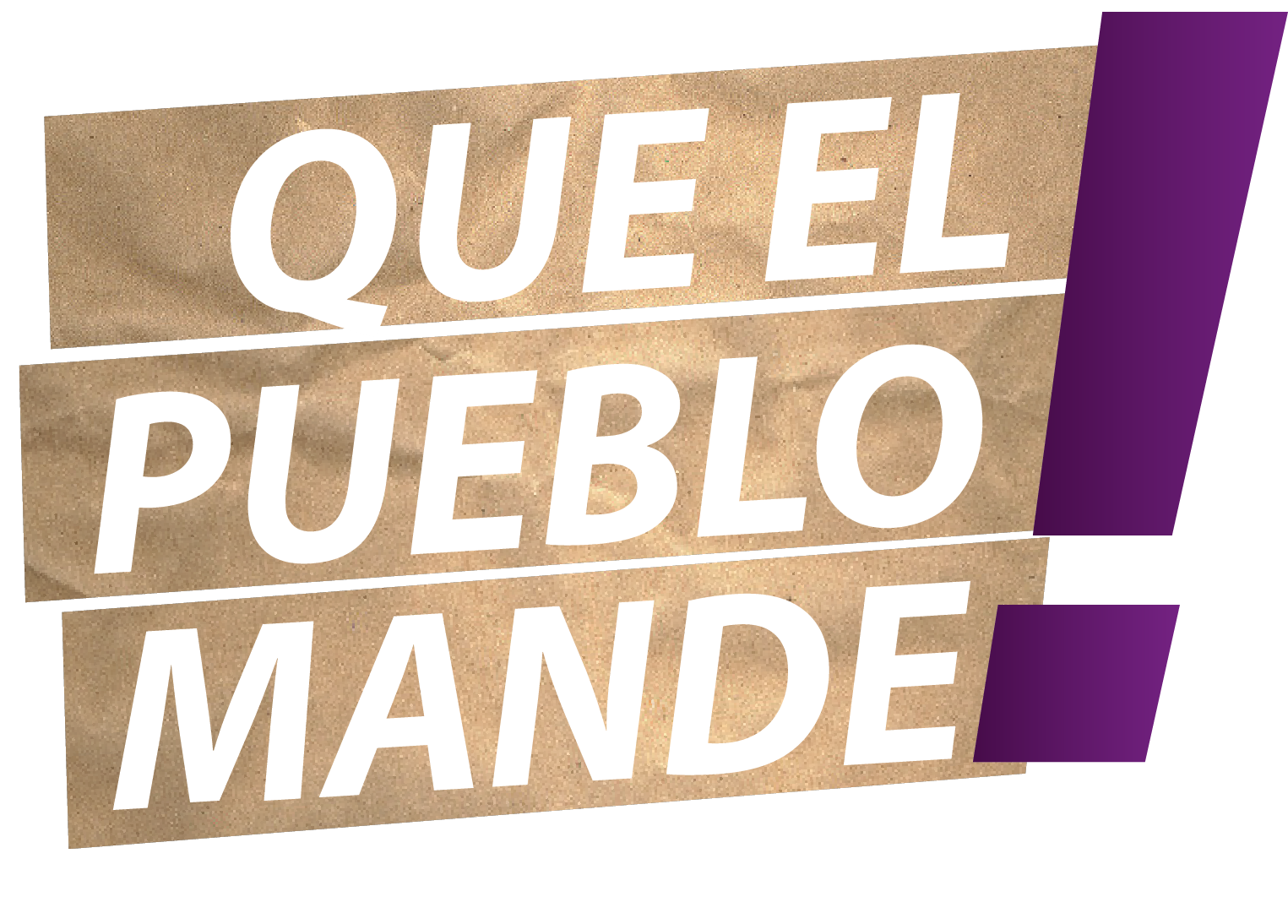
Eslogan de la campaña presidencial de Miranda: «¡Que el pueblo mande!».

El 20 de enero de 2013 asumió como presidenta del Partido Igualdad, y fue proclamada candidata presidencial del partido para la elección de 2013. A fines de mayo se dio a conocer que las candidaturas de Roxana Miranda y Marcel Claude negociaban para "unificarse" en una sola, sin embargo, Miranda finalmente descartó la opción de bajar su candidatura antes de la elección. El 29 de mayo presentó las firmas al Servicio Electoral para legalizar al Partido Igualdad, y con ello, oficializar su candidatura. Consiguió 83.687 votos, lo que equivale al 1,27% de las preferencias.
Tras su derrota electoral, Miranda siguió vinculada a ANDHA Chile a Luchar Democrático y participó en varias manifestaciones convocadas por los deudores habitacionales. En 2015 participó en la constitución del partido ANDHA Chile como su secretaria general.

## Controversias
El 16 de noviembre de 2019 hizo un llamado mediante una carta a funar en sus domicilios a los parlamentarios que aprobaron la cuestión previa en la fallida primera acusación constitucional contra Sebastián Piñera, siendo denunciada por el gobierno por promover el odio y la venganza, a su vez, diputados de la Democracia Cristiana presentaron un recurso de protección en contra de Roxana Miranda por dicho motivo.

## Historial electoral

### Elecciones municipales de 2008
- Elecciones municipales de 2008, para la alcaldía de San Bernardo[13]

| Candidato                       | Pacto                          | Partido | Votos  | %     | Resultado |
| ------------------------------- | ------------------------------ | ------- | ------ | ----- | --------- |
| Nora Cuevas Contreras           | Alianza                        | UDI     | 40 385 | 48,18 | Alcaldesa |
| Orfelina Bustos Carmona         | Concertación Democrática       | PDC     | 32 272 | 38,50 |           |
| Guillermo Edgardo Garcés Parada | Juntos Podemos Más             | PH      | 7610   | 9,08  |           |
| Roxana Miranda Meneses          | Independiente (Fuera de pacto) | IND     | 3558   | 4,24  |           |

### Elecciones parlamentarias de 2009
- Elecciones parlamentarias de 2009, distrito nº30 (Buin, Calera de Tango, Paine y San Bernardo)[3]

| Candidato                  | Pacto                                            | Partido | Votos  | %     | Resultado |
| -------------------------- | ------------------------------------------------ | ------- | ------ | ----- | --------- |
| José Antonio Kast Rist     | Coalición por el Cambio                          | UDI     | 53 423 | 35,10 | Diputado  |
| Ramón Farías Ponce         | Concertación y Juntos Podemos por más democracia | PPD     | 29 335 | 19,27 | Diputado  |
| Patricio Achurra Garfias   | Concertación y Juntos Podemos por más democracia | PDC     | 22 548 | 14,81 |           |
| Ángel Bozán Ramos          | Independiente (Fuera de pacto)                   | IND     | 21 079 | 13,85 |           |
| Rosa Oyarce Suazo          | Coalición por el Cambio                          | RN      | 12 329 | 8,10  |           |
| Carlos Caro Briso          | Nueva Mayoría para Chile                         | PH      | 5052   | 3,32  |           |
| Roxana Miranda Meneses     | Independiente (Fuera de pacto)                   | IND     | 4332   | 2,85  |           |
| Germán Silva Pavez         | Chile Limpio. Vote Feliz                         | PRI     | 2143   | 1,41  |           |
| Alejandro Carpintero Durán | Chile Limpio. Vote Feliz                         | MAS     | 1960   | 1,29  |           |

### Elecciones municipales de 2012
- Elecciones municipales de 2012, para la alcaldía de San Bernardo[14]

| Candidato                         | Pacto                    | Partido | Votos  | %     | Resultado |
| --------------------------------- | ------------------------ | ------- | ------ | ----- | --------- |
| Nora Cuevas Contreras             | Coalición                | UDI     | 33 604 | 50,95 | Alcaldesa |
| Leonardo Soto Ferrada             | Concertación Democrática | PS      | 25 667 | 38,92 |           |
| Nicolás Henríquez Suazo           | El Cambio por Ti         | PRO     | 3000   | 4,54  |           |
| Juan Domingo Villavicencio Pastén | Mas Humanos              | PH      | 1842   | 2,79  |           |
| Roxana Miranda Meneses            | Igualdad para Chile      | PI      | 1831   | 2,77  |           |

### Elecciones presidenciales de 2013
- Elecciones presidenciales de 2013, para la Presidencia de la República, primera vuelta.

|  | 46,67 % |

|  | 25,01 % |

|  | 10,98 % |

|  | 10,11 % |

|  | 2,81 % |

|  | 2,35 % |

|  | 1,27 % |

|  | 0,57 % |

|  | 0,19 % |

Considera 41 321 mesas escrutadas (99,93%) de un total nacional de 41 349 (SERVEL).

### Elecciones parlamentarias de 2021
- Elecciones parlamentarias de 2021, candidato a diputado por el distrito 8 (Cerrillos, Colina, Estación Central, Lampa, Maipú, Til Til, Pudahuel y Quilicura)[15]

| Candidato                   | Pacto                          | Partido | Votos  | %     | Resultados |
| --------------------------- | ------------------------------ | ------- | ------ | ----- | ---------- |
| Carmen Hertz Cádiz          | Apruebo Dignidad               | PCCh    | 48 806 | 10,38 | Diputada   |
| César Leiva Rubio           | Independiente (Fuera de Pacto) | Ind.    | 34 704 | 7,38  |            |
| Joaquín Lavín León          | Chile Podemos Más              | UDI     | 33 111 | 7,04  | Diputado   |
| Claudia Mix Jiménez         | Apruebo Dignidad               | COM     | 24 261 | 5,16  | Diputada   |
| Viviana Delgado Riquelme    | Partido Ecologista Verde       | PEV     | 20 036 | 4,26  | Diputada   |
| Agustín Romero Leiva        | Frente Social Cristiano        | PRCh    | 17 112 | 3,64  | Diputado   |
| Alberto Undurraga Vicuña    | Nuevo Pacto Social             | PDC     | 17 086 | 3,63  | Diputado   |
| Rocío Faúndez García        | Apruebo Dignidad               | RD      | 12 713 | 2,70  |            |
| Cristián Labbé Martínez     | Chile Podemos Más              | UDI     | 11 795 | 2,51  | Diputado   |
| Pablo Vidal Rojas           | Nuevo Pacto Social             | ILAH    | 10 711 | 2,28  |            |
| Rubén Oyarzo Figueroa       | Partido de la Gente            | PDG     | 6 943  | 1,48  | Diputado   |
| Camilo Morán Bahamondes     | Chile Podemos Más              | RN      | 6 719  | 1,43  |            |
| Jean Pierre Bonvallet Setti | Frente Social Cristiano        | PRCh    | 5 367  | 1,14  |            |
| Julio Salas Gutiérrez       | Apruebo Dignidad               | ILYQ    | 4 478  | 0,95  |            |
| Roxana Miranda Meneses      | Unión Patriótica               | UPA     | 2 982  | 0,63  |            |